# The Drill (album)
The Drill è un album della post-punk band inglese Wire, pubblicato nel 1991. AllMusic lo inserisce tra gli EP della band a causa del basso numero di tracce.

## Tracce
1. In Every City?
2. What's Your Desire?
3. Arriving/Staying/Going?
4. (A Berlin) Drill
5. Do You Drive? (Turn Your Coat)
6. Jumping Mint?
7. Did You Dugga?
8. Where Are You Now?

## Bonus track (CD)
- (A Chicago) Drill (Live)

## Formazione
- Colin Newman - voce, chitarra
- Lewis - voce secondaria, basso
- B. C. Gilbert - chitarra
- Robert Gotobed - batteria